# ناحیه فیر
استان فیر (به آلبانیایی: Rrethi i Fierit) نام یکی از استان‌های سی‌وشش‌گانه کشور آلبانی است.